# Barreiras

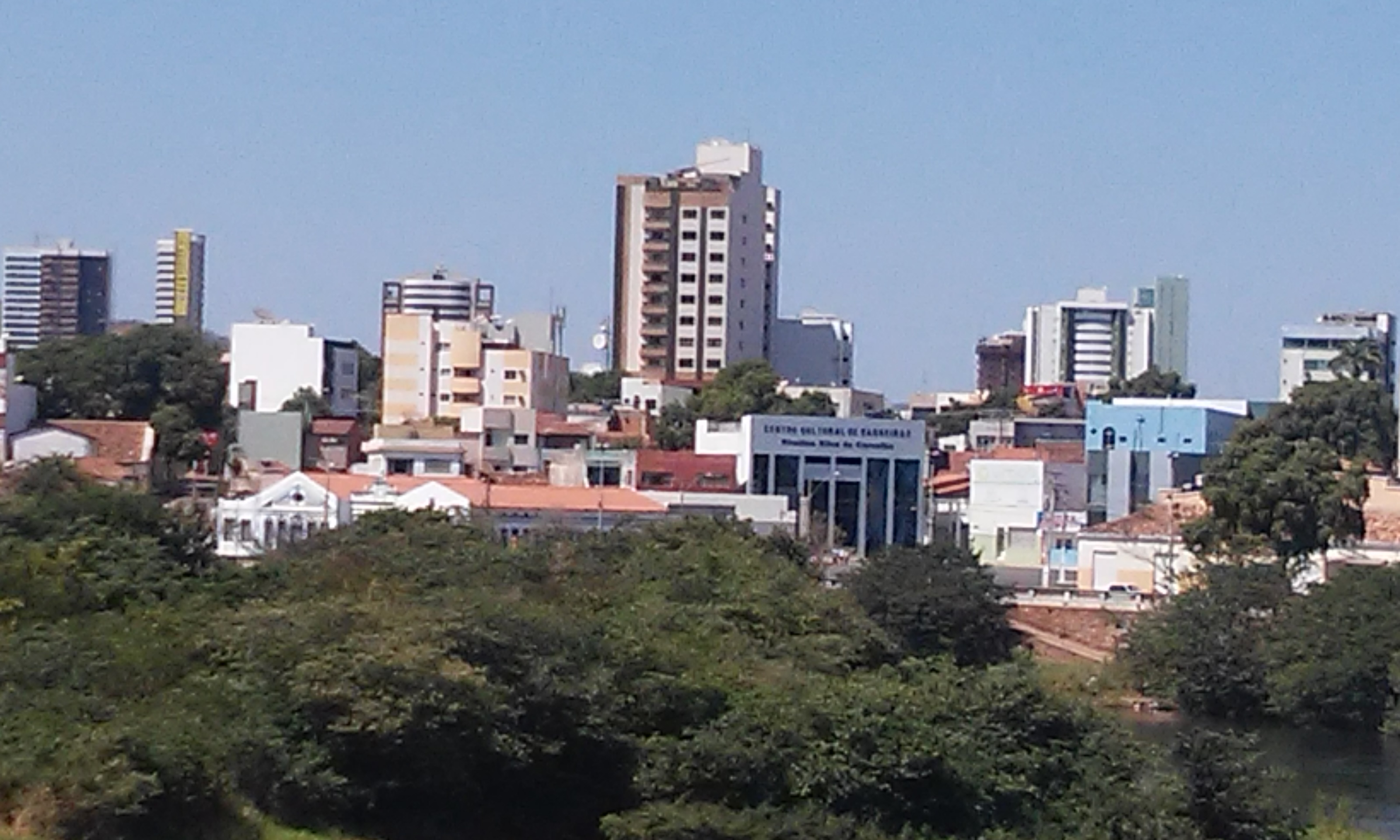

Barreiras è un comune del Brasile nello Stato di Bahia, parte della mesoregione dell'Extremo Oeste Baiano e della microregione di Barreiras.
Barreiras è il centro principale dell'Extremo Oeste Baiano.

## Posizione e geografia
Barreiras è situata a 853 km da Salvador e a 622 km da Brasilia, la capitale del Brasile. Con una popolazione approssimativa di 157 mila abitanti distribuiti in un'area di circa 7989 m², è un importante snodo autostradale tra il nord, nord-est e il centro-ovest della nazione. La principale connessione autostradale tra Brasilia e Salvador, chiamata BR 020, passa attraverso Barreiras.
È presente inoltre un aeroporto dove decollano giornalmente aerei per Salvador e Brasilia ma anche per Bahia e Sãn Paulo. Tuttavia non presenta snodi ferroviari.
Geograficamente si trova nel bacino del Rio Grande, che sfocia a nord-est nel fiume São Francisco. Diversi altri grandi fiumi, il Rio de Janeiro, il Rio de Ondas e il Rio Branco, attraversano il comune.